# جویدو آرا

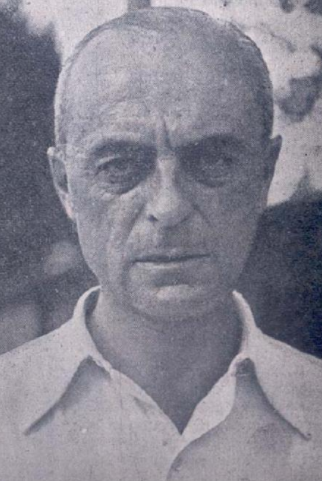
فوتبالیست و مربی ایتالیایی

جویدو آرا (به ایتالیایی: Guido Ara) بازیکن فوتبال و مدافع اهل ایتالیا است 

## تیم ملی
از سال ۱۹۱۱ میلادی عضو تیم ملی فوتبال ایتالیا بوده و در ۱۳ بازی ملی حضور داشته‌است. او در بازی‌های ملی‌اش ۱ گل به ثمر رساند.
جویدو آرا آخرین بازی ملی خود را در سال ۱۹۲۰ میلادی انجام داد.